# Oliver Glacier (glaciär i Antarktis)
Oliver Glacier är en glaciär i Antarktis. Den ligger i Östantarktis. Nya Zeeland gör anspråk på området. Oliver Glacier ligger 554 meter över havet.
Terrängen runt Oliver Glacier är huvudsakligen kuperad, men åt sydost är den platt. Terrängen runt Oliver Glacier sluttar västerut. Trakten är obefolkad. Det finns inga samhällen i närheten.